# GYSEV IIs
A GYSEV IIs. osztályú mozdonyai szerkocsis  mellékvonali személyvonati gőzmozdonyok voltak a Győr-Sopron-Ebenfurti Vasútnál. 1891 és 1894 között gyártották. Összesen három db készült a sorozatból.
A három mozdonyt a GYSEV az 1B tengelyelrendezésű GYSEV II személyvonati mozdonyainak pótlására. rendelte 1891 és 1894 között a Bécsújhelyi Mozdonygyártól. A mozdonyok felépítésén jól látható a magyar hatás. A GYSEV forgalomba állításkor a 101-103 pályaszámokkal látta el őket. 1925-ben mindhárom mozdonyt eladták az Aradi és Csanádi Egyesült Vasutak-nak (ACsEV), ahol megtartották eredeti pályaszámaikat. Maradt a pályaszámuk 1922-ben is, amikor - a trianoni békediktátum következményeként - a Szeged-Csanádi Vasúthoz kerültek. 1946-ban, amikor a vasutat átvette a MÁV, a mozdonyok 273.001-003 pályaszámokat kaptak.

## Fordítás
- Ez a szócikk részben vagy egészben  a   GySEV IIs című német Wikipédia-szócikk fordításán alapul.  Az eredeti cikk szerkesztőit annak laptörténete sorolja fel. Ez a jelzés csupán a megfogalmazás eredetét és a szerzői jogokat jelzi, nem szolgál a cikkben szereplő információk forrásmegjelöléseként.